# Say You'll Be There
«Say You'll Be There» es el segundo sencillo del grupo británico Spice Girls. Fue el segundo tema que se lanzó de su álbum debut Spice y el segundo en alcanzar número uno en el Reino Unido. Debido a su popularidad el tema fue lanzado en 1997 en Canadá y Estados Unidos, logrando posicionarse dentro de los 3 primeros puestos en los 2 países.

## Video musical
El video musical de fue dirigido por Vaughan Arnell , producido por Adam Saward y filmado del 7 al 8 de septiembre de 1996, en el Desierto de Mojave , ubicado en California . Se inspiró en las películas Pulp Fiction y Faster, Pussycat! KIll! KIll! , la última en la que llevó a las chicas a adoptar identidades ficticias, una idea que se le ocurrió a Halliwell. 
El video muestra al grupo como una banda de mujeres tecno- guerreras, que usan artes marciales y armas de influencia ninja de alta tecnología para capturar a un hombre desafortunado, interpretado por el modelo estadounidense Tony Ward, que aparece en un Dodge Charger Daytona. El clip se presenta como una narrativa, con créditos de películas al principio presentando a las Spice Girls como personajes fantásticos. 
Chisholm asumió el rol de "Katrina Highkick", el alter ego de Halliwell fue "Trixie Firecracker", Emma Bunton asumió el papel de "Kung Fu Candy", a Beckham le tocó el rol de "Midnight Miss Suki" y "Blazin 'Bad Zula" fue el alter ego de Brown. Los disparos de la esclavitud masculina son inexplicables, y funcionan como símbolos de desempoderamiento masculino, al igual que el resto del clip sirve para afirmar el poder y las habilidades de lucha de las mujeres. Al final, el grupo captura a un vendedor de helados confundido que aparece en su camioneta pick-up. Es llevado en el techo del coche como un trofeo. Otro hombre con un sombrero de vaquero también es capturado y atado a su auto. Existe una versión alternativa del video que elimina las tomas de bondage masculinas y las reemplaza con tomas invisibles de las chicas. Esta versión nunca recibió un lanzamiento oficial.

## Ediciones
- UK CD1 single

1. «Say You'll Be There» (Single Mix)
2. «Take Me Home»
3. «Say You'll Be There» (Junior's Main Pass)
4. «Say You'll Be There» (Instrumental)

- UK CD2 single

1. «Say You'll Be There» [Single Mix] - 3:56
2. «Say You'll Be There» [Spice Of Life Mix] - 7:01
3. «Say You'll Be There» [Linslee's Extended Mix] - 4:09
4. «Say You'll Be There» [Junior's Dub Girls] - 8:29

- European CD single

1. «Say You'll Be There» [Single Mix] - 3:56
2. «Say You'll Be There» [Junior's Main Pass] - 8:33

- USA CD single

1. «Say You'll Be There»
2. «Take Me Home»

## Trayectoria en las listas
| Posición | 2 | 2 |

| Posición | 14 |

## Posicionamiento
| Listas (1996)                                   | Posición      |
| ----------------------------------------------- | ------------- |
| Reino Unido Singles Chart                       | 1 (2 semanas) |
| Finlandia Singles Chart                         | 1 (1 semana)  |
| Filipinas Singles Chart                         | 1             |
| España Singles (AFYVE)                          | 2             |
| Francia Singles Chart                           | 2             |
| Colombia Top 100                                | 5             |
| Irlanda Singles Chart                           | 2             |
| Noruega Singles Chart                           | 2             |
| Suecia Singles Chart                            | 4             |
| Suiza Singles Chart                             | 4             |
| Japón Singles Chart                             | 5             |
| Holanda Singles Chart                           | 6             |
| Austria Singles Chart                           | 7             |
| Australia ARIA Singles Chart                    | 11            |
| Alemania Singles Chart                          | 16            |
| Listas (1997)                                   | Posición      |
| Canada Singles Chart                            | 1 (2 semanas) |
| U.S. Billboard Hot 100                          | 3             |
| U.S. Billboard Hot 100 Airplay                  | 1 (2 semanas) |
| U.S. Billboard Rhythmic Top 40                  | 2             |
| U.S. Billboard Top 40 Mainstream                | 2             |
| U.S. Billboard Hot Dance Maxi-Singles Sales     | 9             |
| U.S. Billboard Hot R&B/Hip-Hop Singles & Tracks | 10            |
| U.S. Billboard Hot Dance Music/Club Play        | 12            |
| U.S. Billboard Latin Pop Airplay                | 12            |
| U.S. Billboard Adult Top 40                     | 24            |
| U.S. ARC Weekly Top 40                          | 1 (3 semanas) |